# Hylarana taipehensis
Espèce
Synonymes
- Rana taipehensis Van Denburgh, 1909
- Rana bilineata Pillai & Chanda, 1981
- Rana albolineata Dubois, 1987 "1985"

Statut de conservation UICN

 LC  : Préoccupation mineure
Hylarana taipehensis, la Grenouille de Taipei, est une espèce d'amphibiens de la famille des Ranidae.

## Répartition
Cette espèce se rencontre jusqu'à 800 m d'altitude, :
- dans le sud de la Chine dans les provinces du Yunnan, du Guizhou, du Fujian, du Guangdong, du Guangxi et de Hainan, ainsi qu'à Hong Kong ;
- à Taïwan ;
- au Viêt Nam ;
- au Laos ;
- au Cambodge ;
- dans l'est de la Thaïlande ;
- dans le nord de la Birmanie ;
- au Bangladesh ;
- en Inde au Bengale-Occidental, en Assam, au Meghalaya et en Orissa.

## Description
Hylarana taipehensis mesure jusqu'à 30 mm pour les mâles et 40 mm pour les femelles. Sa coloration générale varie du vert au brun avec deux bandes plus foncées allant du museau à l'arrière du corps.

## Étymologie
Son nom d'espèce, composé de taipeh et du suffixe latin -ensis, « qui vit dans, qui habite », lui a été donné en référence au lieu de sa découverte, Taipei, la capitale de Taïwan.

## Publication originale
- Van Denburgh, 1909 : New and previously unrecorded species of reptiles and amphibians from the island of Formosa. Proceedings of the California Academy of Sciences, sér. 4, vol. 3, p. 49-56 (texte intégral).